# 김훈성
김훈성(한국 한자: 金勳成, 1991년 5월 20일 ~ )은 대한민국의 축구 선수이며, 포지션은 미드필더이다.

## 가족 관계
- 아버지: 김진국

## 참고 자료
- 경신고 김훈성' 아버지 김진국과 판박이